# Nebenzollamt Oberwildenthal

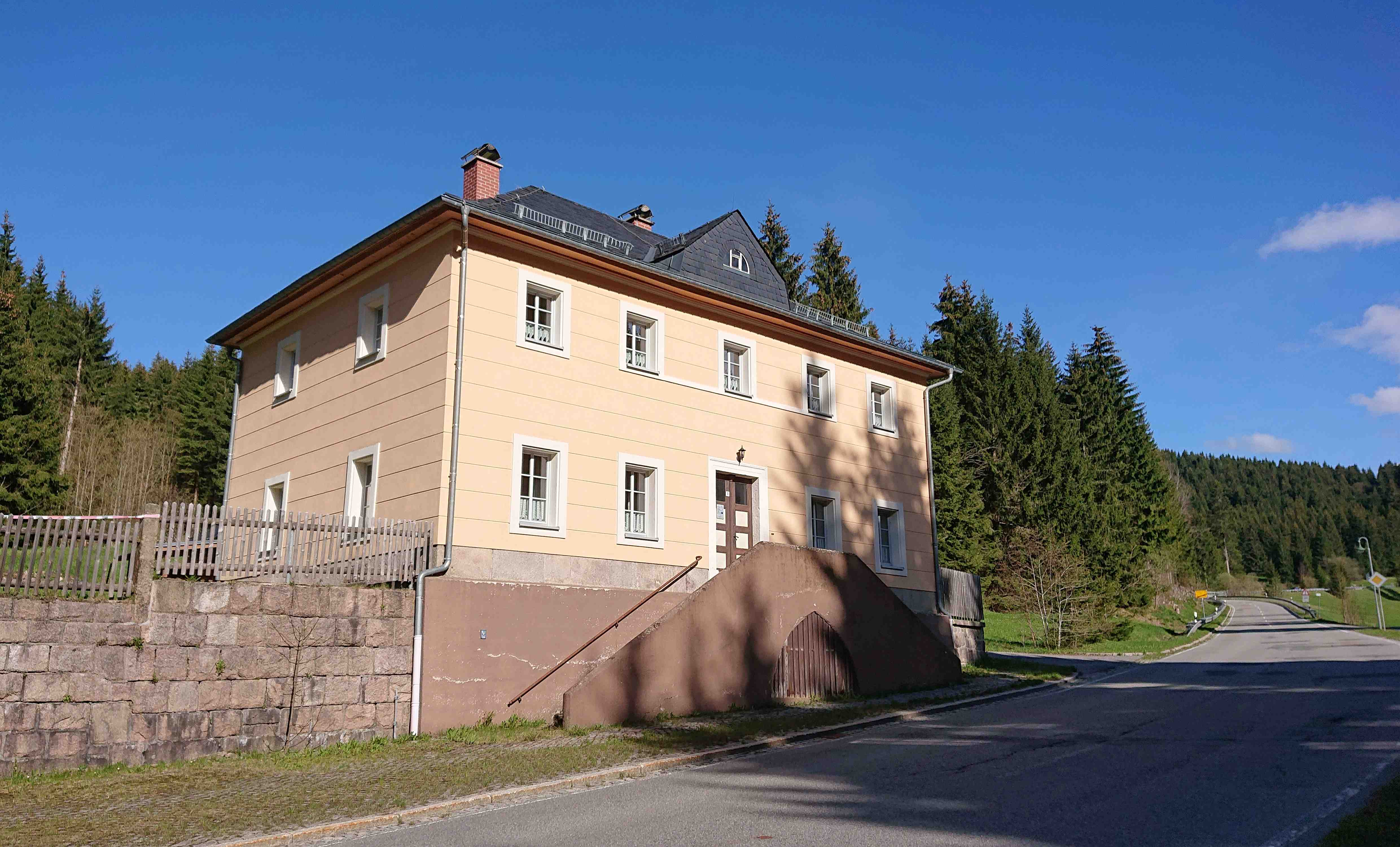
Blick auf das frühere Nebenzollamt in Oberwildenthal und die Chaussee nach Johanngeorgenstadt (2021)

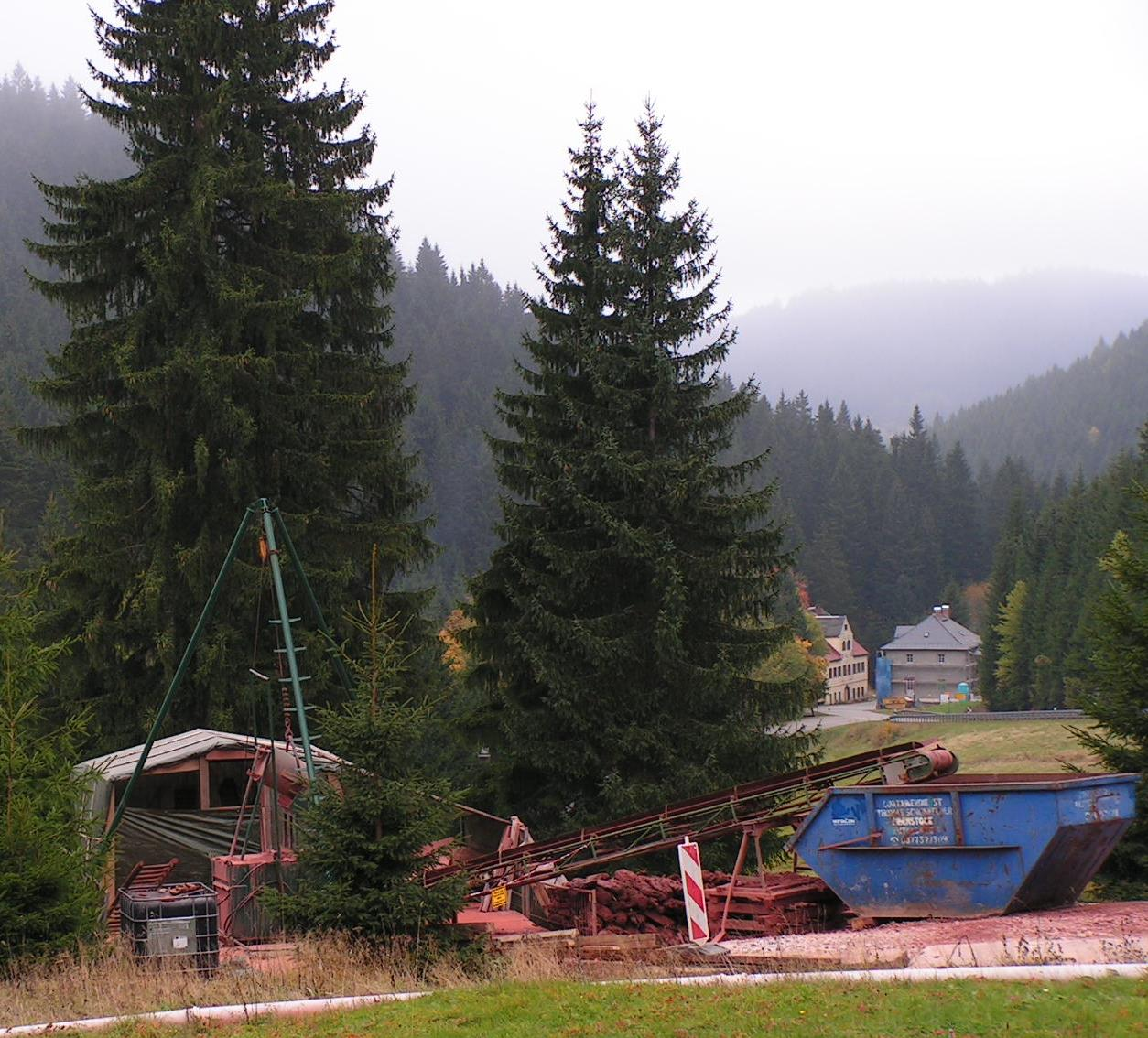
Sanierungsarbeiten am früheren Nebenzollamt (2010)

Das frühere Nebenzollamt Oberwildenthal diente seit den 1840er Jahren der Zollverwaltung des Königreichs Sachsen und ab den 1920er Jahren als Wohngebäude und für touristische Zwecke.

## Geschichte
Bei den 1839 geführten Verhandlungen der 3. Generalkonferenz in Zollvereinsangelegenheiten in Berlin brachte der Zollvereinsbevollmächtigte die in nähere Erwägung gezogene Erhebung des Nebenzollamtes II in Wildenthal zu einem Nebenzollamt I und dessen weitere Verlegung in Richtung der Zollgrenze zum Königreich Böhmen ins Gespräch.
Für ein neues Zollamtsgebäude war ein Baugrundstück an geeigneter Stelle erforderlich. Man fand es beim Neuen Haus im späteren Oberwildenthal, wo einst das Hoheofenhaus des Heinrichstollns an der über den Erzgebirgskamm nach Karlsbad führenden Chaussee stand. Wo von dieser Chaussee die neuangelegte Chaussee über die Hoffnung und Sauschwemme nach Johanngeorgenstadt abzweigte, sollte das neue Nebenzollamt entstehen. Dem Schankwirt Johann Heinrich Baumann wurde vom sächsischen Staatsfiskus im Oktober 1841 die entsprechende Wiesenparzelle abgekauft, und im darauffolgenden Frühjahr wurde mit der Errichtung des neuen Zollgebäudes begonnen.
Im Gegensatz zur angeregten Höherstufung blieb es ein Nebenzollamt zweiter Klasse im Zoll-Hauptamtsbezirk Eibenstock und war gleichzeitig ein Ansageposten an der Zollstraße (der späteren Reichsstraße 93) vom böhmischen Hirschenstand in das sächsische Wildenthal. Das dazugehörige Nebenzollamt erster Klasse befand sich in Johanngeorgenstadt und das Hauptzollamt in Eibenstock.
Mit dem Ende des Ersten Weltkrieges und der Bildung der Weimarer Republik hatte das Nebenzollamt II in Oberwildenthal seine Funktion verloren. Es wurde fortan als Wohngebäude und für Sommerfrischler genutzt.
Um 2010 erfolgte eine grundlegende Renovierung und Sanierung des Gebäudes des früheren Nebenzollamtes. Es handelte sich dabei um ein Investitionsvorhanben zur Förderung des Landtourismus, das durch die Europäische Union, den Europäischen Landwirtschaftsfonds für die Entwicklung des ländlichen Raums und den Freistaat Sachsen gefördert wurde.